# Rösåsagölen
Rösåsagölen är en sjö i Vetlanda kommun i Småland och ingår i Emåns huvudavrinningsområde.